# Jules Dufrane
Jules Dufrane-Friart, né le 24 mars 1848  à Frameries et mort le 5 août 1935 à Frameries, est un homme politique socialiste belge.
Secrétaire communal de Frameries 1871- 1891), conseiller communal (1891-1903), député libéral de Mons (1882-1892), sénateur de Mons (1908-1932).
Militant wallon, il figure parmi les fondateurs de l'Assemblée wallonne en 1912.
Il signe avec Joseph-Maurice Remouchamps, une proposition  de révision de la Constitution tendant à instituer le vote dit bilatéral qui aurait contraint toute proposition de loi à recueillir, pour entrer en vigueur, la majorité dans chaque groupe linguistique de la Chambre des représentants et du Sénat. La proposition fut rejetée mais c'est un peu ce principe qui vaut aujourd'hui dans le domaine de certaines lois dites spéciales concernant le domaine institutionnel.

## Sources
- site de Frameries
- Alain Jouret, Dufrane, Jules, François, dans Nouvelle biographie nationale, VI, 2001, p. 181-184.